# Amphoe Si That
Amphoe Si That (Thai: อำเภอ ศรีธาตุ, auch: Sri That) ist ein Landkreis (Amphoe – Verwaltungs-Distrikt) im Südosten der Provinz Udon Thani. Die Provinz Udon Thani liegt im nordwestlichen Teil des Isan, der Nordostregion von Thailand.

## Geographie
Benachbarte Bezirke (von Westen im Uhrzeigersinn): die Amphoe Kumphawapi, Ku Kaeo, Chai Wan und Wang Sam Mo in der Provinz Udon Thani Province, sowie an Amphoe Tha Khantho der Provinz Kalasin.

## Geschichte
Si That wurde am 1. März 1968 zunächst als Kleinbezirk (King Amphoe) eingerichtet, indem die fünf Tambon Champi, Na Yung, Nong Ya Sai, Ban Prong und Nong Kung Thap Ma aus dem Amphoe Kumphawapi herausgelöst wurden. 
Die Heraufstufung zum vollen Amphoe erfolgte am 28. Juni 1973.

## Verwaltung

### Provinzverwaltung
Amphoe Si That ist in 7 Gemeinden (Tambon) gegliedert, die wiederum in 86 Dörfer (Muban) unterteilt sind. 
| No. | Name           | Thai       | Dörfer | Einw.  |
| --- | -------------- | ---------- | ------ | ------ |
| 1.  | Si That        | ศรีธาตุ      | 12     | 08.290 |
| 2.  | Champi         | จำปี        | 17     | 08.061 |
| 3.  | Ban Prong      | บ้านโปร่ง    | 11     | 05.468 |
| 4.  | Hua Na Kham    | หัวนาคำ     | 17     | 10.956 |
| 5.  | Nong Nok Khian | หนองนกเขียน | 08     | 04.461 |
| 6.  | Na Yung        | นายูง       | 10     | 05.112 |
| 7.  | Tat Thong      | ตาดทอง     | 11     | 06.224 |

### Lokalverwaltung
Es gibt 4 Kleinstädte (Thesaban Tambon) im Landkreis:
- Si That (เทศบาลตำบลศรีธาตุ), bestehend aus Teilen des Tambon Si That.
- Champi (เทศบาลตำบลจำปี), bestehend aus dem gesamten Tambon Champi,
- Hua Na Kham (เทศบาลตำบลหัวนาคำ), bestehend aus dem gesamten Tambon Hua Na Kham,
- Ban Prong (เทศบาลตำบลบ้านโปร่ง), bestehend aus dem gesamten Tambon Ban Prong.

Außerdem gibt es vier „Tambon Administrative Organizations“ (TAO, องค์การบริหารส่วนตำบล – Verwaltungs-Organisationen) für die Tambon im Landkreis, die zu keiner Stadt gehören.